# Frances Wilson Grayson
Frances Wilson Grayson (* um 1890 in Cherokee City, Arkansas; † 23. Dezember 1927 im Atlantik vor Nova Scotia oder Neufundland, Kanada) war US-amerikanische Pilotin. Sie starb bei dem Versuch, als erste Frau den Atlantik in einem Flugzeug zu überqueren.

## Geburt und Ausbildung
Frances Grayson wurde in Cherokee City (Arkansas) als Tochter von A. J. Wilson geboren. Nachdem ihre Familie von Arkansas nach Indiana gezogen war, schloss sie an der Muncie High School in Indiana ab. Nachdem sie ein Musikstudium am Chicago Musical College aufgrund des plötzlichen Todes ihres Bruders abgebrochen hatte, studierte sie am Swarthmore College. 

## Heirat
Am Swarthmore College lernte sie den 20 Jahre älteren John Brady Grayson kennen und heiratete ihn am 15. September 1914. Sie hatten keine Kinder und ließen sich nach neun Jahren Ehe wieder scheiden. Frances zog daraufhin nach New York City und arbeitete als Autorin für eine Zeitung. Sie wurde Grundstücksmaklerin und begann, sich für die Fliegerei zu interessieren. Sie war begeistert von der Atlantiküberquerung Charles Lindberghs im Mai 1927 und entschloss sich, es ihm als erste Frau nachzutun.

## Karriere als Fliegerin
Sie bekam finanzielle Unterstützung von Mrs. Aage Ancker, einer Tochter des Pittsburgher Stahlherstellers Charles H. Sang. In der Nacht des 23. Dezember 1927 flog sie von New York nach Harbour Grace, Neufundland. Von da aus plante sie ihre historische Atlantiküberquerung nach London, am besten zu Weihnachten, zu starten. Das Flugzeug, eine Sikorsky S-36, genannt The Dawn, wurde vom Leutnant Oskar Omdal der norwegischen Marine geflogen. An Bord waren ferner Brice Goldsborough (1889–1927) als Navigator und der Flugingenieur Frank Koehler. Jedoch kam niemand in Neufundland an, 48 Stunden herrschte komplette Funkstille. Dann wurde in Sable Island ein Teil einer Nachricht der Crew aus etwa 80 Meilen Entfernung aufgeschnappt, die etwa die Aussage Hier stimmt etwas nicht hatte. Die US-Marine suchte mit fünf Zerstörern nach den Vermissten, fand jedoch nichts.